# Rechtsinformationssystem des Bundes
Das Rechtsinformationssystem des Bundes (RIS; vormals Rechtsinformationssystem der Republik Österreich) ist eine im Rahmen des e-Governments der Allgemeinheit unentgeltlich und ohne Registrierung zugängliche Online-Dokumentation (Rechtsinformationssystem) des österreichischen Rechtswesens.

## Aufbau und Entwicklung
Ursprünglich ging das Rechtsinformationssystem (RIS) nur als verwaltungsinterne Online-Applikation in Betrieb. Im Weiteren wurde vom Bundeskanzleramt beschlossen – nach abgeschlossener Pilotphase – das System in seinen wesentlichen Teilen im Juni 1997 zur kostenfreien Benützung im Internet zur Verfügung zu stellen. In der Folge verbreitete sich als Bezeichnung Rechtsinformationssystem der Republik Österreich. Seit 1. Jänner 2004 erfolgt die rechtswirksame Kundmachung des geltenden Rechts ausschließlich über das Rechtsinformationssystem (authentische Fassung des Bundesgesetzblatts). Spätestens mit Ende November 2004 wurde das Portal auf Rechtsinformationssystem des Bundes umbenannt. Im Frühjahr 2008 wurde das System vollständig überarbeitet (RIS2, RIS neu), sodass es die Vorgaben WAI-A nach WCAG 1.0 für Barrierefreiheit voll erfüllt.
Im Jänner 2018 wurde das RIS aus dem Verantwortungsbereich des Bundeskanzleramts in das Bundesministerium für Digitalisierung und Wirtschaftsstandort überführt. Von Juli 2022 bis April 2024 wurde es vom Bundesministerium für Finanzen betreut, seither wieder vom Bundeskanzleramt.

## Umfang und Leistung
Das RIS umfasst das aktuelle und teilweise auch das historische österreichische Bundes- und Landesrecht. Außerdem enthält es in großem Umfang die Judikatur der Höchstgerichte und anderer Gerichte und Spruchkörper, wie etwa der Unabhängigen Verwaltungssenate, des Unabhängigen Finanzsenats, des Unabhängigen Bundesasylsenats und der Datenschutzbehörde sowie weitere Rechtsquellen und Entwürfe.
Zur Verfügung gestellt werden die Daten in den Datenformaten HTML (Webseite online), PDF, RTF. Den konsolidierten Gesetzestexten in der geltenden Fassung kommt keine Rechtskraft zu, sie dienen lediglich der Information.

### Bundesrecht
Das Bundesgesetzblatt für die Republik Österreich wird unter Bundesrecht vollständig angeboten, zu 99 % auch in Form einer durchsuchbaren Datenbank. Rechtlich verbindlich ist das geltende Recht seit 1. Jänner 2004 ausschließlich nurmehr durch die unter Bundesgesetzblatt authentisch ab 2004 kundgemachten Bundesgesetzblätter, die in Form von elektronisch signierten Dokumenten abrufbar sind. Die vormals von der Österreichischen Staatsdruckerei als rechtlich verbindliche Papierversion publizierten und kostenpflichtig vertriebenen Bundesgesetzblätter von 1945 bis 2003 wurden mit Texterkennung digitalisiert und ebenfalls online zur Verfügung gestellt.

### Landesrecht
Die Rechtsvorschriften der österreichischen Bundesländer finden sich unter dem Menüpunkt Landesrecht. In den Jahren 2014 und 2015 wurden die Landesgesetzblätter ebenfalls auf die nur im RIS authentischen Fassungen umgestellt (Landesgesetzblätter authentisch). Die bis dahin nicht authentischen und noch nicht historischen Landesgesetzblätter (Landesgesetzblätter nicht authentisch) finden sich, mit Ausnahme von Wien, ebenfalls im RIS. Die nicht authentischen Wiener Landesgesetzblätter bis 31. Dezember 2013 sind weiterhin nur in der Informationsdatenbank des Wiener Landtages und Gemeinderates online verfügbar.

### Bezirks- und Gemeinderecht
Seit 2021 werden die Verordnungen einiger Bezirksverwaltungsbehörden rechtsverbindlich im RIS kundgemacht. Aktuell (Stand: August 2022) ist dies in den Bundesländern Oberösterreich, Niederösterreich, Tirol und Vorarlberg der Fall. Auch die Rechtsvorschriften einiger Gemeinden sind (rechtlich allerdings nicht verbindlich) im RIS verfügbar.

### Historische Gesetzblätter
Ältere Bundes-, Staats- und Reichsgesetzblätter sowie Landesgesetzblätter finden sich digitalisiert in ALEX – Historische Rechts- und Gesetzestexte Online, betreut und herausgegeben von der Österreichischen Nationalbibliothek, und sind über eine jeweilige Zwischenseite auch über das RIS abrufbar.